# Кортувка
Корту́вка (пол. Kortówka) — струмок у Ольштині в Польщі. Свій початок має в озері Укєль, закінчується у річці Лина.
Називається від району Ольштина Кортова.
| Польща | Це незавершена стаття з географії Польщі. Ви можете допомогти проєкту, виправивши або дописавши її. |